# مسامية

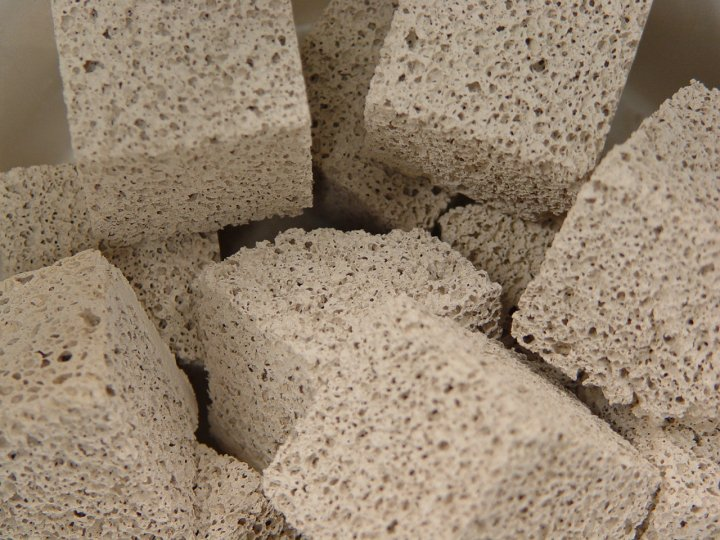
خزف ذو مسامية عالية.

المسامية أو نسبة الفجوات هي خاصية في الصخور والأتربة تصف كمّية المسامات نسبة لباقي المادة، ويُعبّر عنها بقياس نسبة الفجوات المتصلة أو غير المتصلة إلى الكتلة الكلّية للمادة. ويُرمز لهذه النسبة بقيمة عددية يلحقها رمز Φ.
هناك نوعان من المسامية: مسامية الشقوق ومساميات الفجوات. الشقوق هي مجالات فارغة حيث يكون طول بعدين أعلى بشكل بين من البعد الثالث. مسامية الشقوق مرتبطة ميكانيكية أو حرارية.

## أنواع المسامية
نستطيع ان نميز بين عدة أنواع من المسامية:
- المسامية المغلقة: هي مسامية الفجوات التي لا يمكن للعوامل الخارجية الوصول إليها(غير صالحة للاستعمال لاستغلال الموارد).
- المسامية الحرة: هو عكس المسامية المغلقة.
- المسامية الفخية: هي مسامية حرة لا تسمح باسترجاع الموائع المحتجزة.
- المسامية المفيدة: هي المسامية التي تسمح باسترجاع الموائع المحتجزة.
- المسامية المتبقية: هي المسامية الناجمة عن الفراغات غير المتصلة فيما بينها أو مع الوسط الخارجي.
- المسامية الكلية: هو مجموع المسامية المفيدة والمسامية التبقية.
- المسامية الفعالة: هو المصطلح المستعمل في الهيدروجيولوجيا، هذه المسامية هي تلك التي يتحرك فيها الماء ويمكن استرجاعه.

الصخور المسامية يمكن أن تكون صخور خازنة، يعني تحوي موائع (غاز طبيعي، بترول، ماء.): هذا المخزون يمكن أن يكون طبيعي (مخزون طبيعي من الغاز أو البترول.) أو محقون من قبل الإنسان (تخزين تحت الأرض).
المسامية يمكن ان تنجم أيضا عن تكاثف عدة ثغور ببلورة، هي غالبا عبارة عن فجوات مغلقة، توجد داخل البلورة أو في الصدوع الطفيفة بين الأجسام البلورية أو بينية المعادن/اكسيد.